# 展苞芋属
展苞芋属（学名：Scaphispatha），也称舟苞芋属，是天南星科的一属。

## 下属物种
本属包括以下物种：
- 展苞芋 Scaphispatha gracilis Brongn. ex Schott
- 粗壮展苞芋 Scaphispatha robusta E.G.Gonç.